# Huis Lage

Heerlijkheidswapen.

Het Huis Lage ook wel 't Huys te Laag of Lage is een kasteelruïne aan de Dinkel in Lage in het district Graafschap Bentheim in de Duitse deelstaat Nedersaksen. Het huis Lage was oorspronkelijk een burcht verdedigd door borgmannen die hun huizen op de voorburcht hadden staan. In de 17e eeuw werd de burcht een militair steunpunt voor het Landschap Twente maar verviel tot Spaans roversnest tijdens de Tachtigjarige Oorlog waarom de burcht verwoest werd in 1626 om nooit meer herbouwd te worden.

## Geschiedenis

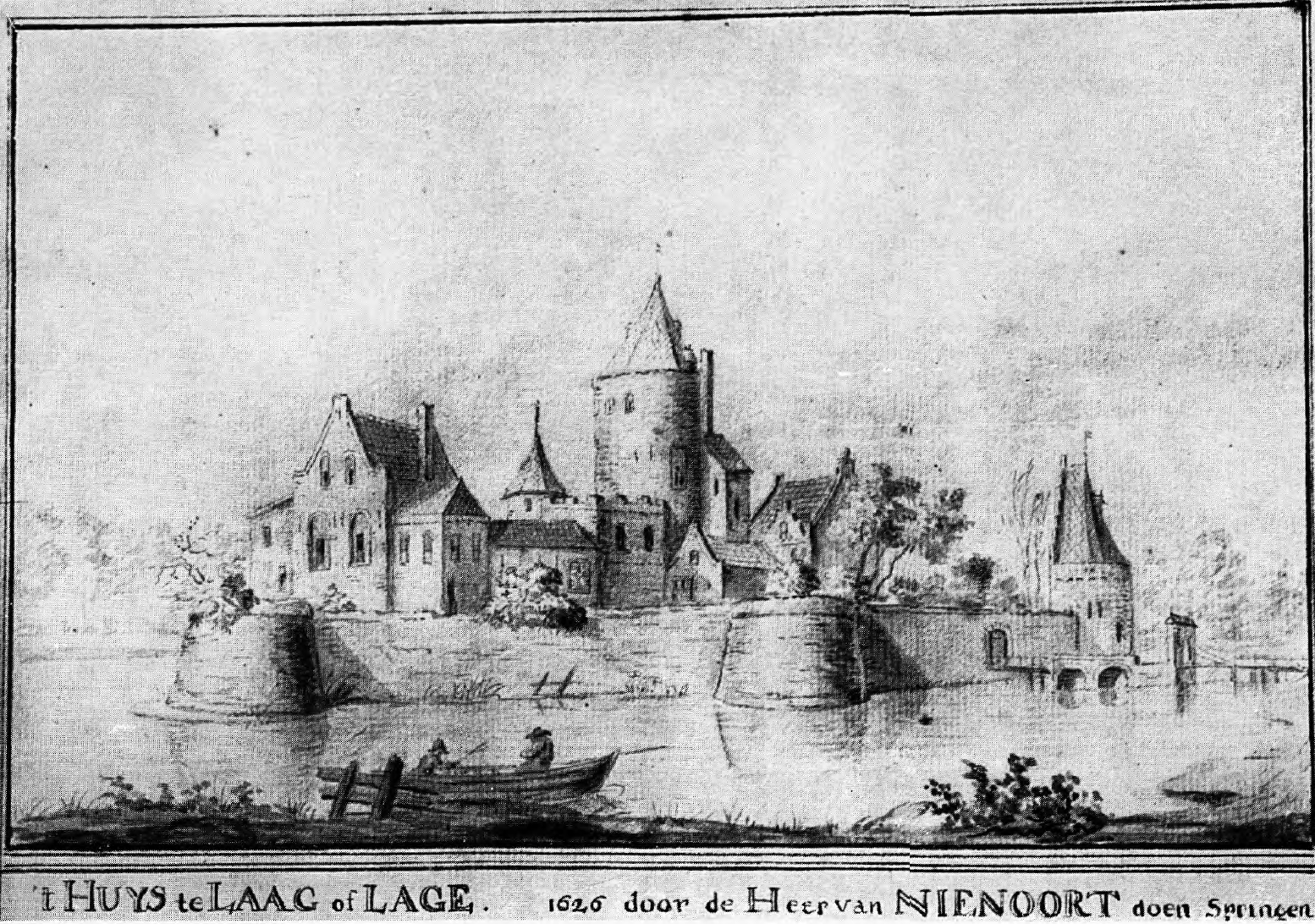
Tekening van Huis ter Lage.

In 1183 wordt de burcht genoemd in een oorkonde als Herimannus van Lage eigenaar blijkt, die tussen 1173 en 1183 domheer van Münster was. In 1346 kwam de heerlijkheid in bezit van bisschop Jan van Arkel toen ridder Elbert van Eyle en zijn vrouw Jutte van Lage hun rechten op Lage met toebehoren aan hem verkochten. Jan van Arkel heeft het niet lang in zijn bezit gehad. De koopsom was zo hoog, dat hij niet bij machte was deze te voldoen en moest daarom Lage verpanden. Hij en zijn opvolgers bleken niet in staat de pandsom in te lossen. Bijna 75 jaar waren de Van Coeverdens heer en meester over Lage. De IJsselsteden zagen in Lage een strategische aanwinst om Twente te beveiligen, dankzij financiële steun van Kampen was bisschop Rudolf van Diepholt erin geslaagd zich van de heren van Coeverden los te maken en de pandsom van 3607 oude Franse gouden schilden te voldoen.

## Huis
Het huis kent een lange bouwgeschiedenis. Tussen 1324 en 1326 werd de burcht verwoest door Lodewijk II van Münster. De laatste verbouwing was in 1592. Het gebouw moet ongeveer dertig meter in het vierkant zijn geweest bezat een toren en een kazemat, meerdere vijftien meter hoge huizen opgetrokken in de vakwerkstijl op hun beurt weer omringd door een zware weermuur van ongeveer tweeënhalf meter dikte uitgebouwd met bastions op de hoeken. Oudere (waarvan de betrouwbaarheid niet zeker is) afbeeldingen laten een klassieke burcht met torens zien met een ringmuur met op de hoeken rondelen
Na de verwoesting van de burcht kwamen de bezittingen aan de provincie Overijssel. In 1635 werden ze overgedragen aan graaf Eustache de Croÿ die getrouwd was met Theodora Maria Geertuid van Kettler. In 1576 was de heerlijkheid Lage door Philips II aan haar voorouder Diederik van Kettler verpand.
Van Croÿ verkocht na acht jaar het bezit aan de drost van Twente, Johan van Raesfelt, voor 33.000 gulden. De heerlijkheid behoort sinds 1642 aan Twickel. Amadea van Flodroff, weduwe van Adolf Hendrik van Raesfelt, liet in 1686, getuige een gevelsteen met de wapens van Raesfelt en Flodroff erop, een klein herenhuis bouwen. Later werden daaraan twee kleine zijvleugels aangebouwd. De heren van Twickel bleven in bezit van de heerlijkheid. Na de Raesfelts waren dat leden van het huis van Wassenaer-Obdam. In 1850 veranderde deze naam in van Heeckeren van Wassenaer.

## Verwoesting

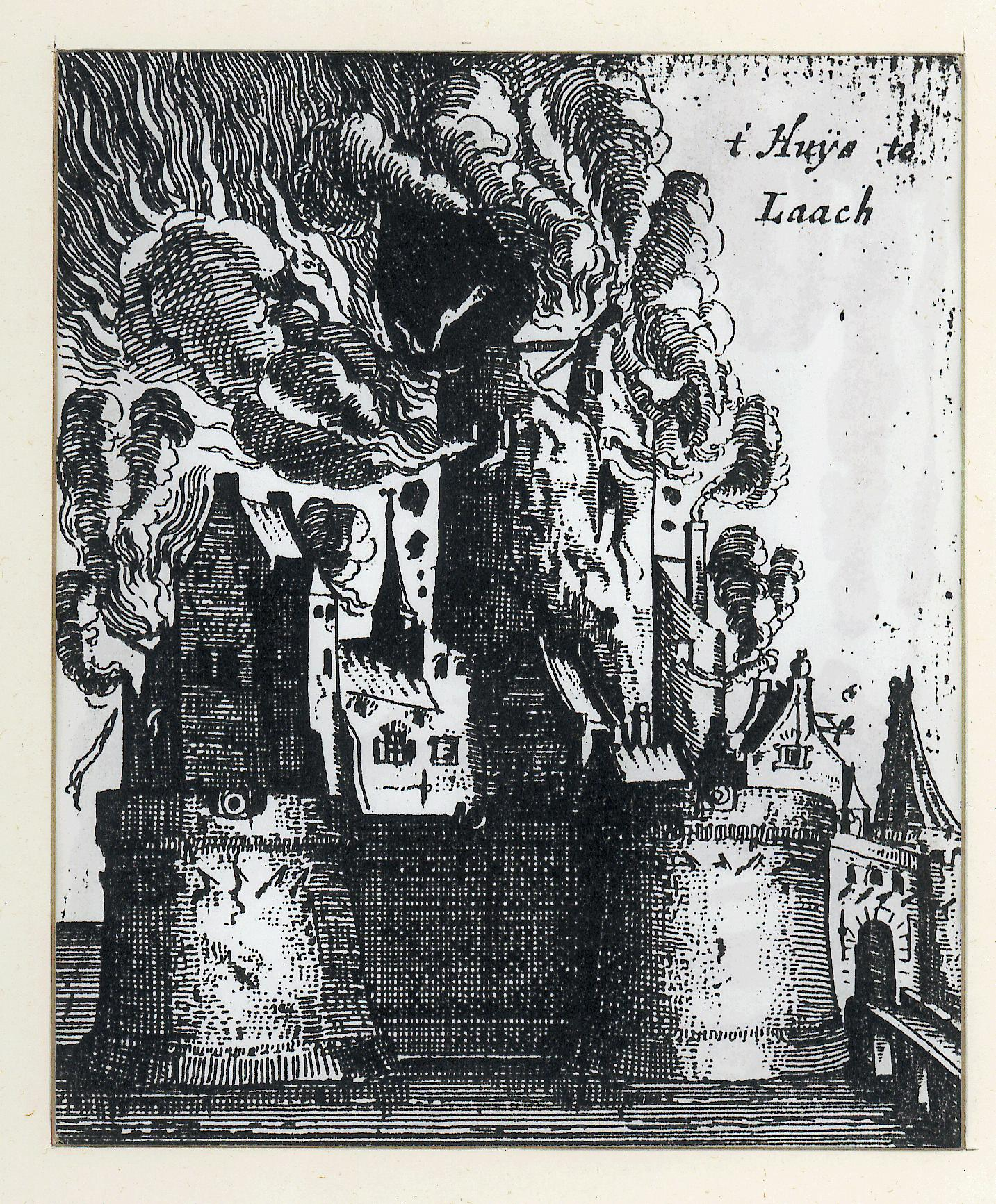
Verwoesting van de burcht

Tijdens het beleg van Oldenzaal gaf Ernst Casimir van Nassau-Dietz op 16 juli 1626 opdracht aan Casper van Euwsum, heer van Nienoordt, drost van Coevorden en het land Drenthe en zijn regiment de burcht op te blazen. In de burcht waren Wilhelm von Ketteler (1575-1627) met zijn familie en ongeveer 200 soldaten in Spaanse dienst. Het geschut werd in stelling gebracht en de Spaanse soldaten moesten het complex verlaten, ze mochten hun vaandelen meenemen en zoveel kogels als ze in hun mond konden dragen. Wilhelm von Ketteler en zijn familie werd toegestaan vijftien karren met bezittingen mee te nemen. De volgende dag trokken de Spanjaarden en de von Kettelers weg. In kazematten onder de burcht was een ruime kruitvoorraad aanwezig die tot ontploffing gebracht werd. Het kasteel werd daardoor verwoest en daarna nooit meer opgebouwd en tegenwoordig staat de ruïne er nog altijd.